# Manfred Wachter (Unternehmer)
Manfred Wachter  (* 27. August 1938 im Stuttgarter Stadtteil Hedelfingen; † 17. Oktober 2000) war ein deutscher Amateurastronom, Feinmechaniker, Teleskophersteller und Unternehmer.
Wachter entwickelte und produzierte hochwertige astronomische Teleskope und Zubehör (Geräte) für Amateurastronomen und Profiastronomen (Sternwarten). In Deutschland waren Wachter-Teleskope im Direktvertrieb und über den Kosmos-Verlag von 1965 bis Ende 1974 erhältlich.

## Leben
Manfred Wachter war als Jugendlicher leidenschaftlicher Amateurastronom. Er war gelernter Feinmechaniker, seine Ausbildung erhielt er bei Daimler-Benz in Stuttgart, danach besuchte der die Ingenieurschule in Esslingen. 1963 stellte er sein erstes Teleskop vor, ein 100-mm-Coudé-Refraktor, dessen mechanische Komponenten weitgehend aus Gusseisen hergestellt waren. Das Gerät diente als Grundlage für die später in Serie produzierten kleineren Coude-Refraktoren.
Im Jahr 1969 verlagerte Wachter seine Produktionsstätte vom Stuttgarter Stadtteil Uhlbach nach Bodelshausen in das neu erbaute Gebäude in der Bahnhofstraße.
Die Optiken für seine Teleskope bezog Wachter bis Ende 1974 von Dieter Lichtenknecker, danach lieferte die amerikanische Firma Jaegers die Linsen für die Refraktoren. Mitte der 1975er Jahre verlagerte sich die Produktion und der Vertrieb komplett auf kleinere Amateurinstrumente. Zusätzlich wurden die japanischen Geräte der Firma Unitron verkauft. Zum 31. Dezember 1985 stellte Wachter seinen Betrieb ein.

## Geräte von Wachter
Die Teleskope von Manfred Wachter werden heute noch vielfach genutzt. Besonders bekannt sind:
- Wachter-Coudé-Refraktoren mit Öffnungen von 100 mm bis 230 mm
- Montierung Typ I bis IV (auch „Astronom“ oder bei Kosmos „Orion“ bezeichnet)
- Verschiedene Fernrohrbausätze zur Refraktoren und Schiefspiegler nach Anton Kutter, die von der Fa. Kosmos vertrieben wurden
- Großfernglas 14x100 „Wachter Gigant“
- Großgeräte in Sonderanfertigung mit bis zu 300 mm Linsen- oder 480 mm Spiegeldurchmesser

## Benennungen nach Wachter
Der Asteroid (157541) 2005 UN8 wurde am 29. Mai 2018 auf Vorschlag der Entdeckerin Claudine Rinner und des Initiators Andreas Philipp nach Manfred Wachter benannt.